# Sofija Paatowna Schewardnadse

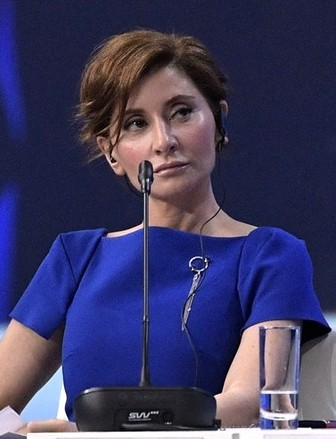
Sophie Schewardnadse

Sophie Schewardnadse (georgisch სოფო შევარდნაძე; russisch София Паатовна Шеварднадзе; * 23. September 1978 in Tiflis als Sofija Paatowna Schewardnadse) ist eine Korrespondentin und Moderatorin des russischen Fernsehsenders RT und des Radiosenders Echo Moskwy.

## Leben
Sophie Schewardnadse ist die Enkelin des ehemaligen sowjetischen Außenministers und späteren georgischen Präsidenten Eduard Schewardnadse und wurde in der Georgischen SSR geboren. Als Kind nahm sie zunächst Ballettunterricht, später lernte sie auf Drängen der Eltern Klavier. Als sie zehn Jahre alt war, zog die Familie nach Frankreich, wo sie dann am Pariser Konservatorium mit Diplom abschloss.

## Berufliche Karriere
Nach dem Abschluss eines Film- und Journalismusstudiums in Boston 2001 und New York 2005 arbeitete sie als Produzentin für ABC, bevor sie nach Georgien zurückkehrte und dort für einen Fernsehsender arbeitete. Als 2005 der englischsprachige, russische Fernsehsender Russia Today startete, zog Schewardnadse in die russische Hauptstadt und arbeitet seit Sendebeginn als Moderatorin. Darüber hinaus ist sie auch für den Radiosender Echo Moskwy tätig.
Sie spricht Georgisch, Russisch, Englisch, Französisch und Italienisch.